# Krnov (stacja kolejowa)
Krnov (pol. Karniów) – stacja kolejowa w Karniowie, w kraju morawsko-śląskim, w Czechach przy ulicy Nádražní 1096/1. Znajduje się na wysokości 325 m n.p.m. i leży na linii kolejowej nr 292 i 310, a także polskiej linii nr 333, która na odcinku Głuchołazy – Karniów – granica państwa Karniów-Pietrowice Głubczyckie biegnie równocześnie z linią 292.